# Serralada Wasatch

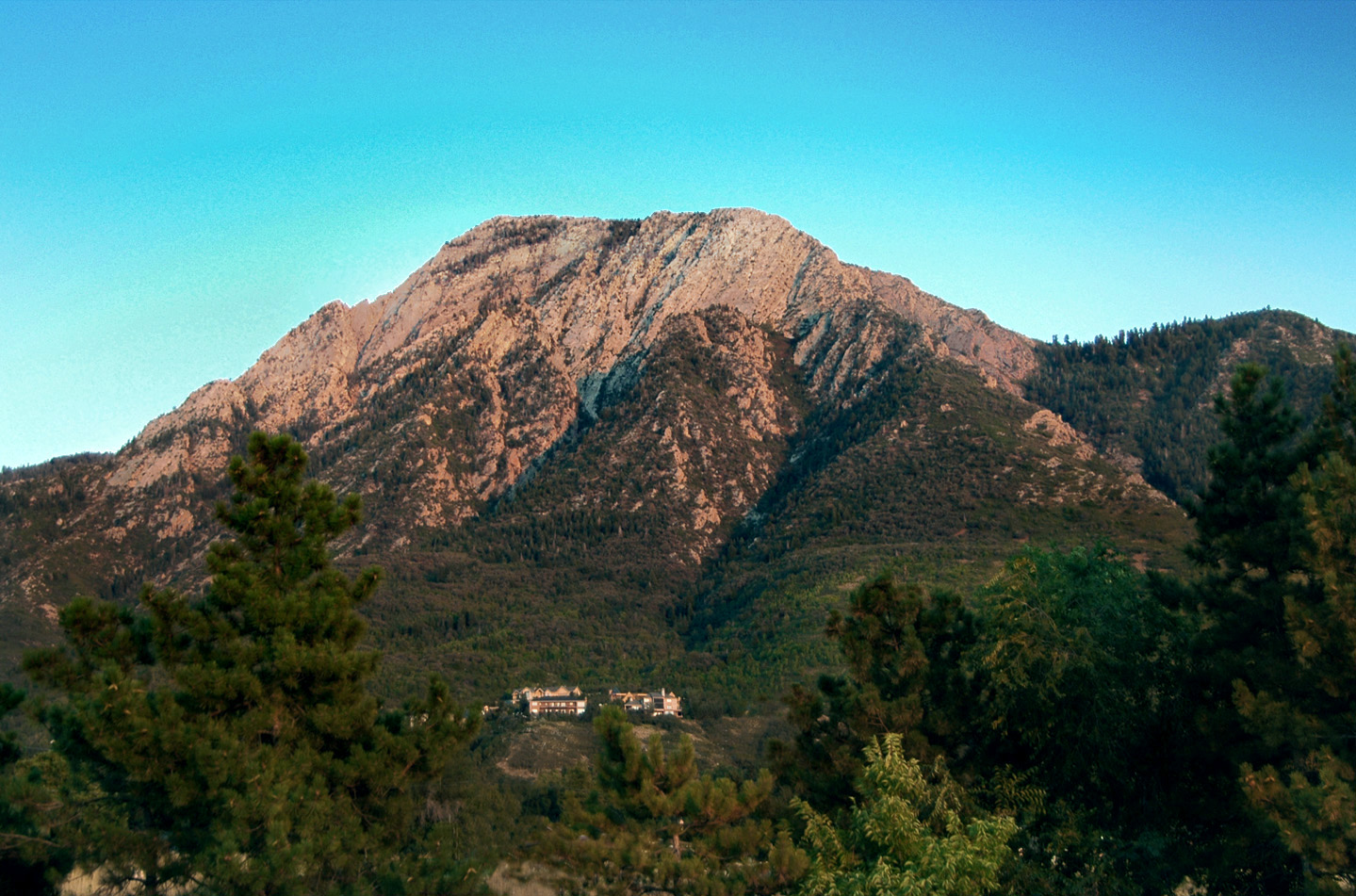
Mont Olympus de la serralada Wasatch vist des de la vall de Salt Lake

La Serralada Wasatch (en anglès Wasatch Range) és una serralada dels Estats Units que s'estén per uns 250 km des de l'estat de Utah a la frontera amb Idaho i pel centre d'Utah. Generalment es considera que és l'extrem oest de les muntanyes Rocoses, i l'extrem est de la Gran Conca. A l'estat d'Idaho aquest serralada la continua les Muntanyes Bear River.
Wasatch significa en idioma Ute "pas de muntanya."
Aquesta serralada era d'importància vital pels primers colonitzadors, ja que hi trobaven fusta, granit i aigua. Actualment el 85% de la població d'Utah viu a uns 25 km de la serralada.

## Cims principals
- Mont Nebo. 3.636 m
- Mont Timpanogos. 3.581 m
- American Fork Twin Peaks. 3.502 m
- North Timpanogos. 3.487 m
- Red Top. 3.463 m
- Bomber Peak. 3.459 m
- Broad Fork Twin Peaks. 3.453 m
- Pfeifferhorn. 3.452 m
- White Baldy. 3.451 m
- Sunrise Peak. 3.437 m
- Lone Peak. 3.430 m